# Romeo und Julia (Stoff)

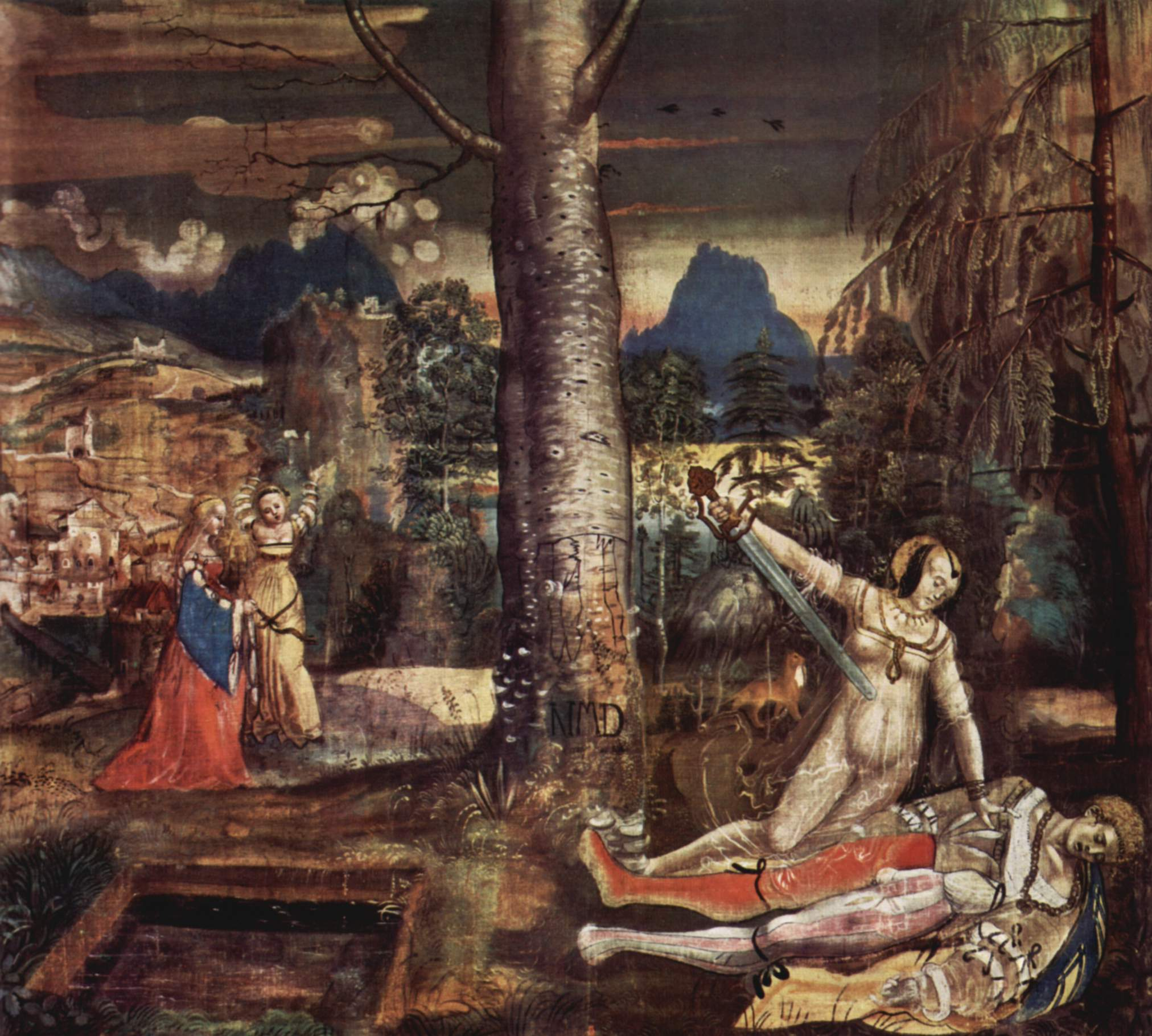
Die Vorbilder Pyramus und Thisbe, dargestellt von Niklaus Manuel 1513/14.

Romeo und Julia sind eines der bekanntesten (unglücklichen) Liebespaare der Kulturgeschichte. 

## Vorläufer
Als erstes Vorbild wird gewöhnlich die Geschichte von Hero und Leander aus der griechischen Mythologie genannt. An ihr orientierte sich der römische Dichter Ovid mit seiner Verserzählung Pyramus und Thisbe (um 1 n. Chr.).
Seit dem 12. Jahrhundert beginnt der Stoff wiederum zu interessieren: Die mittelalterliche, in vielen Fassungen existierende Erzählung Tristan und Isolde oder der Roman de Cligès von Chrétien de Troyes behandeln unglückliche Liebende, die kurz nacheinander zu Tode kommen. Im 14. und 15. Jahrhundert gibt es zahlreiche Varianten, wie etwa von Giovanni Boccaccio (Decamerone IV, 10 und X, 4) oder die spanische Tragödie La Celestina (1499) des Fernando de Rojas, wo die unglückliche Liebe von Calixto und Melibea erzählt wird.

## Begründer
Die erste Novelle, in der das Liebespaar Giulietta und Romeo heißt und in Verona wohnt, stammt von Luigi da Porto (Hystoria novellamente ritrovata di due nobili amanti, 1524). Er stützte sich bereits auf eine ähnliche Erzählung von Masuccio Salernitano von 1476 (Il novellino, XXXIII). 
Bekannter wurde die Fassung von Matteo Bandello (La sfortunata morte di dui infelicissimi amanti, 1554). Auf ihr beruht die französische Bearbeitung von Pierre Boaistuau (De deux amans, dont l’un mourut de venin, l’autre de tristesse, 1559), die wiederum Arthur Brooke als Vorlage diente (The Tragicall Historye of Romeus and Juliet, 1562) und von William Painter übersetzt wurde (The goodly History of the true, and costant Love between Rhomeo and Iulietta, 1567).
Auf Brooke und Bandello stützte sich William Shakespeare mit seinem 1595 veröffentlichten und 1597 uraufgeführten Drama An Excellent Conceited Tragedy of Romeo and Juliet. Diese Fassung ist bis heute die bekannteste. Eine weitere Theaterversion, die sich offenbar nicht auf Shakespeare, aber auf dessen Quellen stützt, ist Lope de Vegas Castelvines y Monteses, 1606–1612.

## Stoffelemente
Je nach Version enthält der Romeo-und-Julia-Stoff unterschiedliche Elemente. Die unglückliche Liebe, die mit dem Tod des Paars endet, ist den meisten Versionen gemeinsam. Ebenso, dass die Liebe nicht unerfüllt bleibt, sondern zu einer sexuellen Beziehung führt, die in den Augen der sozialen Umgebung ungehörig ist. In der Bewertung der Liebe durch die Autoren und das Publikum vollzieht sich hingegen ein Wandel nach 1600. 
Zuvor sind die Liebenden betrogene Betrüger, die in aller Augen gerecht bestraft werden, besonders deutlich in Fernando de Rojas Variante. Damit gehört der Stoff zu den Vanitas-Darstellungen, die vor den Folgen der Gier warnen. Tristan und Isolde sind als Adlige auf „schickliche“ Weise schuldig, weil sie durch einen Zaubertrank willenlos gemacht wurden, und können damit zu tragischen Figuren werden – während de Rojas Figuren „niedere“ Komödienhelden bleiben, die ihren Leidenschaften erlegen sind (siehe Ständeklausel).
In Shakespeares Darstellung gibt es hingegen bereits Sympathien für das Paar, obwohl er das Handlungsgerüst der betrogenen Betrüger beibehält. Shakespeare stellt die Feindschaft der Familien als verwerfliche Situation heraus, die sich durch den Tod der Kinder rächt. Insofern ist auch seine Variante des Stoffs eine traditionelle Vanitas-Darstellung. Durch die Psychologisierung der Hauptfiguren gewinnen sie jedoch zusätzlich an Sympathie.
In der Folgezeit, vor allem seit dem 18. Jahrhundert, ist das Publikum zunehmend auf der Seite des Paars, das sich gegen die sozialen Normen richtet, so wie man beim modernen Schelmenroman auf der Seite des Schelmen ist. Auch der Freitod wird zunehmend als legitime Entscheidung plausibel gemacht und die Ständeklausel überwunden, indem auch dem niederen Paar ein tragisches Erleben zugestanden wird (so bei Gottfried Keller). Auf diese Weise prägte der Stoff das Konzept der romantischen Liebe mit.

## Adaptionen
Seit der Shakespeare-Renaissance in der zweiten Hälfte des 18. Jahrhunderts wird der Stoff häufig bearbeitet. Die Adaptionen stützen sich von da an meist auf sein berühmtes Drama. In vielen Fassungen hat (melodramatische) Musik eine wichtige Bedeutung. Eine eigenständige Tradition hat das Motiv des Liebestods, das sich vor allem auf der Opernbühne entfaltete.

### Drama
- Christian Felix Weiße (1768): Romeo und Julie
- Friedrich Wilhelm Gotter (1776): Romeo und Julia
- Ephraim Kishon (1974): Es war die Lerche

### Erzählung und Roman
- Georg Philipp Harsdörffer (1649): Die verzweifelte Liebe (Exempelerzählung)
- Gottfried Keller (1856): Romeo und Julia auf dem Dorfe (Novelle)

### Hörspiel
- Ines Eck (1995): Romeo und Julia zwischen Tieren (Textlandschaft)

### Oper und Musical
- Georg Anton Benda (1776): Romeo und Julie
- Daniel Steibelt (1793): Roméo et Juliette
- Niccolò Antonio Zingarelli (1796): Giulietta e Romeo
- Nicola Vaccai (1825): Giulietta e Romeo
- Vincenzo Bellini:  I Capuleti e i Montecchi (1830)
- Melesio Morales: Romeo y Julieta (1863)
- Charles François Gounod (1867): Roméo et Juliette
- Frederick Delius (1901): A Village Romeo and Juliet  (nach Gottfried Keller)
- Riccardo Zandonai (1922): Giulietta e Romeo
- Heinrich Sutermeister (1940): Romeo und Julia
- Boris Blacher (1947): Romeo und Julia
- Leonard Bernstein (1957): West Side Story
- Rudolf Kelterborn (1991): Julia
- Gérard Presgurvic (2001): Roméo et Juliette, de la Haine à l’Amour
- Lee Hoiby (2004): Romeo and Juliet
- Riccardo Crocciante (2007): Giulietta e Romeo
- Peter Plate und Ulf Leo Sommer (2023): Romeo & Julia – Liebe ist alles

### Ballett
- Sergei Prokofjew (1935): Romeo und Julia

#### Choreografien
- Ivo Vania Psota (1938): Romeo a Julie
- Leonid Michailowitsch Lawrowski (1940): Romeo i Dschuljetta
- John Cranko (1962): Romeo und Julia
- Kenneth MacMillan (1965): Romeo and Juliet
- Maurice Béjart (1966): Roméo et Juliette
- John Neumeier (1974): Romeo und Julia
- Marguerite Donlon (2006): Romeo und Julia

### Konzertmusik
- Sinfonie von Hector Berlioz (1839): Roméo et Juliette
- Ouvertüre von Pjotr Iljitsch Tschaikowski (1870): Romeo und Julia
- Musiktitel und Single-Schallplatte der Dire Straits (1981): Romeo And Juliet

### Film
- Clément Maurice (1900): Roméo et Juliette
- Georges Méliès (1902): Roméo et Juliette, Burleske
- Mario Caserini (1908): Giulietta e Romeo, Burleske
- J. Stuart Blackton (1908): Romeo and Juliet
- Ugo Falena (1912): Romeo und Julia
- Ernst Lubitsch, (1920): Romeo und Julia im Schnee
- George Cukor (1936): Romeo and Juliet
- Kamal Selim (1942): Shuhaddaa el gharam, ägyptisch
- Miguel M. Delgado (1943): Romeo y Julieta, mexikanisch
- Akhtar Hussein (1947): Anjuman, indisch
- Renato Castellani (1954): Romeo and Juliet
- Jiři Weiss (1960): Romeo, Julia a tma
- Riccardo Freda (1964): Giulietta e Romeo
- Paul Czinner (1966): Romeo and Juliet, Ballett mit Margot Fonteyn und Rudolf Nurejew
- Val Drumm, Paul Lee (1965): Romeo and Juliet, britischer Fernsehfilm mit Angela Scoular
- Franco Zeffirelli (1968): Romeo and Juliet
- Alvin Rakoff (1978): Romeo & Juliet
- William Woodman (1982): The Tragedy of Romeo and Juliet
- John Zaritsky (1993): Romeo and Juliet in Sarajevo, Dokumentarfilm
- Baz Luhrmann (1996): William Shakespeares Romeo + Julia
- Lloyd Kaufman (1996): Tromeo and Juliet
- John Madden (1998): Shakespeare in Love, fiktive Entstehungsgeschichte des Dramas
- Colin Cox (2000): Romeo and Juliet
- Andrzej Bartkowiak (2000): Romeo Must Die
- Barbara Willis Seete (2002): Roméo et Juliette, nach Gounods Oper
- N. Barry Carver (2002): Romeo & Juliet revisited
- Bruno Barreto (2005): O Casamento de Romeu e Julieta, brasilianisch
- Fumitoshi Oizaki (2007): Romeo × Juliet, 24-teilige Animationsserie (japanisch), freie Nacherzählung
- Gnomeo und Julia (2010): Animationsfilm mit Gartenzwergen in den Hauptrollen
- Carlo Carlei (2013):  Romeo und Julia